# Zhu Chenjie
Chenjie Zhu (朱辰傑T, 朱辰杰S, zhū chénjiéP; Shanghai, 23 agosto 2000) è un calciatore cinese, difensore dello Shanghai Shenhua.

## Caratteristiche tecniche
È un difensore centrale.

## Carriera

### Club
Cresciuto nel settore giovanile della Genbao Academy, nel 2018 è stato acquistato dallo Shanghai Shenhua. Ha esordito in prima squadra il 22 luglio 2018 disputando l'incontro di Chinese Super League pareggiato 2-2 contro l'Henan Jianye.

### Nazionale
Ha giocato nelle nazionali giovanili cinesi Under-19 ed Under-23.
Il 7 giugno 2019 ha esordito con la nazionale cinese disputando l'amichevole vinta 2-0 contro le Filippine.
Nel 2023 partecipa alla Coppa d'Asia.

## Statistiche
Statistiche aggiornate al 7 febbraio 2020.

### Cronologia presenze e reti in nazionale
| Cronologia completa delle presenze e delle reti in nazionale ― Thailandia | Cronologia completa delle presenze e delle reti in nazionale ― Thailandia | Cronologia completa delle presenze e delle reti in nazionale ― Thailandia | Cronologia completa delle presenze e delle reti in nazionale ― Thailandia | Cronologia completa delle presenze e delle reti in nazionale ― Thailandia | Cronologia completa delle presenze e delle reti in nazionale ― Thailandia | Cronologia completa delle presenze e delle reti in nazionale ― Thailandia | Cronologia completa delle presenze e delle reti in nazionale ― Thailandia |
| Data                                                                      | Città                                                                     | In casa                                                                   | Risultato                                                                 | Ospiti                                                                    | Competizione                                                              | Reti                                                                      | Note                                                                      |
| ------------------------------------------------------------------------- | ------------------------------------------------------------------------- | ------------------------------------------------------------------------- | ------------------------------------------------------------------------- | ------------------------------------------------------------------------- | ------------------------------------------------------------------------- | ------------------------------------------------------------------------- | ------------------------------------------------------------------------- |
| 7-6-2019                                                                  | Canton                                                                    | Cina                                                                      | 2 – 0                                                                     | Filippine                                                                 | Amichevole                                                                | -                                                                         | 33’                                                                       |
| 11-6-2019                                                                 | Canton                                                                    | Cina                                                                      | 1 – 0                                                                     | Tagikistan                                                                | Amichevole                                                                | -                                                                         |                                                                           |
| 30-8-2019                                                                 | Xianghe                                                                   | Cina                                                                      | 4 – 1                                                                     | Birmania                                                                  | Amichevole                                                                | -                                                                         |                                                                           |
| 10-9-2019                                                                 | Male                                                                      | Maldive                                                                   | 0 – 5                                                                     | Cina                                                                      | Qual. Mondiali 2022                                                       | -                                                                         |                                                                           |
| 10-10-2019                                                                | Canton                                                                    | Cina                                                                      | 7 – 0                                                                     | Guam                                                                      | Qual. Mondiali 2022                                                       | -                                                                         |                                                                           |
| 15-10-2019                                                                | Bacolod                                                                   | Filippine                                                                 | 0 – 0                                                                     | Cina                                                                      | Qual. Mondiali 2022                                                       | -                                                                         | 6’ 57’                                                                    |
| 14-11-2019                                                                | Dubai                                                                     | Siria                                                                     | 2 – 1                                                                     | Cina                                                                      | Qual. Mondiali 2022                                                       | -                                                                         |                                                                           |
| 27-1-2022                                                                 | Saitama                                                                   | Giappone                                                                  | 2 – 0                                                                     | Cina                                                                      | Qual. Mondiali 2022                                                       | -                                                                         |                                                                           |
| Totale                                                                    |                                                                           | Presenze                                                                  | 8                                                                         |                                                                           | Reti                                                                      | 0                                                                         |                                                                           |

## Palmarès

### Club

#### Competizioni nazionali
- Coppa di Cina: 2

Shanghai Shenhua: 2019, 2023
- Supercoppa di Cina: 2

Shanghai Shenhua: 2024, 2025